# Ценёв
Ценёв (укр. Ценів) — село в Козовской поселковой общине Тернопольского района Тернопольской области Украины.
До 2020 года входило в Козовский район.
Код КОАТУУ — 6123088401. Население по переписи 2001 года составляло 1238 человек.

## Географическое положение
Село Ценёв находится на берегу реки Ценюв (в основном на левом берегу),
выше по течению на расстоянии в 1,5 км расположено село Олесино,
ниже по течению на расстоянии в 2,5 км расположено село Поток,
на противоположном берегу — село Выбудов.

## История
- 1437 год — дата основания.

## Объекты социальной сферы
- Школа.
- Клуб.
- Фельдшерско-акушерский пункт.

## Достопримечательности
- Братская могила советских воинов.